# Jairo Bueno
Jairo Bueno (ur. 10 września 1998 w Castelló de la Plana) – dominikański piłkarz hiszpańskiego pochodzenia występujący na pozycji obrońcy w hiszpańskim klubie CD Roda oraz w reprezentacji Dominikany.

## Kariera klubowa

### Villarreal CF C
1 lipca 2017 został przeniesiony z drużyn juniorskich do seniorskiego zespołu Villarreal CF C. Zadebiutował w sezonie 2017/18 na czwartym szczeblu rozgrywkowym w Hiszpanii.

### CD Roda
5 sierpnia 2018 podpisał kontrakt z klubem CD Roda. Zadebiutował w sezonie 2018/19, a rok później, w sezonie 2019/20 zdobył pierwszą bramkę dla zespołu.

## Kariera reprezentacyjna
W 2019 otrzymał powołanie do reprezentacji Dominikany. Zadebiutował 16 lutego 2019 w nieuznawanym przez FIFA meczu towarzyskim przeciwko reprezentacji Gwadelupy (1:0). 7 września 2019 zadebiutował w oficjalnym meczu Ligi Narodów CONCACAF przeciwko reprezentacji Montserratu (2:1). Pierwszą bramkę zdobył 10 września 2019 w meczu Ligi Narodów CONCACAF przeciwko reprezentacji Salwadoru (1:0).

## Statystyki

### Klubowe
(aktualne na dzień 30 sierpnia 2020)
| Klub               | Sezon              | Liga               | Liga  | Liga   | Puchar kraju | Puchar kraju | Suma  | Suma   |
| Klub               | Sezon              | Liga               | Mecze | Bramki | Mecze        | Bramki       | Mecze | Bramki |
| ------------------ | ------------------ | ------------------ | ----- | ------ | ------------ | ------------ | ----- | ------ |
| Villarreal CF C    | 2017/18            | Tercera División   | 18    | 0      | –            | –            | 18    | 0      |
| Villarreal CF C    | Ogólnie            | Ogólnie            | 18    | 0      | 0            | 0            | 18    | 0      |
| CD Roda            | 2018/19            | Tercera División   | 24    | 0      | –            | –            | 24    | 0      |
| CD Roda            | 2019/20            | Tercera División   | 14    | 2      | –            | –            | 14    | 2      |
| CD Roda            | Ogólnie            | Ogólnie            | 38    | 2      | 0            | 0            | 38    | 2      |
| Ogólnie w karierze | Ogólnie w karierze | Ogólnie w karierze | 56    | 2      | 0            | 0            | 56    | 2      |

### Reprezentacyjne
(aktualne na dzień 30 sierpnia 2020)
| Reprezentacja | Rok     | Mecze | Bramki |
| ------------- | ------- | ----- | ------ |
| Dominikana    | 2019    | 8     | 1      |
| Ogólnie       | Ogólnie | 8     | 1      |

| Mecze i gole w reprezentacji | Mecze i gole w reprezentacji | Mecze i gole w reprezentacji           | Mecze i gole w reprezentacji | Mecze i gole w reprezentacji | Mecze i gole w reprezentacji | Mecze i gole w reprezentacji             |
| Reprezentacja                | Reprezentacja                | Reprezentacja                          | Reprezentacja                | Reprezentacja                | Reprezentacja                | Reprezentacja                            |
| Lp.                          | Data                         | Miejsce                                | Przeciwnik                   | Wynik                        | Gol                          | Rozgrywki                                |
| ---------------------------- | ---------------------------- | -------------------------------------- | ---------------------------- | ---------------------------- | ---------------------------- | ---------------------------------------- |
| 1.                           | 16.02.2019                   | Santiago de los Caballeros, Dominikana | Gwadelupa                    | 1:0                          |                              | Mecz towarzyski (nieuznawany przez FIFA) |
| 2.                           | 30.08.2019                   | Ar-Rifa, Bahrajn                       | Zjednoczone Emiraty Arabskie | 0:4                          |                              | Mecz towarzyski (nieuznawany przez FIFA) |
| 3.                           | 07.09.2019                   | Lookout, Montserrat                    | Montserrat                   | 2:1                          |                              | Liga Narodów CONCACAF 2019/2020          |
| 4.                           | 10.09.2019                   | Santo Domingo, Dominikana              | Salwador                     | 1:0                          | Gol                          | Liga Narodów CONCACAF 2019/2020          |
| 5.                           | 12.09.2019                   | Santo Domingo, Dominikana              | Saint Lucia                  | 3:0                          |                              | Liga Narodów CONCACAF 2019/2020          |
| 6.                           | 15.10.2019                   | Santo Domingo, Dominikana              | Montserrat                   | 0:0                          |                              | Liga Narodów CONCACAF 2019/2020          |
| 7.                           | 16.11.2019                   | Gros Islet, Saint Lucia                | Saint Lucia                  | 1:0                          |                              | Liga Narodów CONCACAF 2019/2020          |
| 8.                           | 19.11.2019                   | San Salvador, Salwador                 | Salwador                     | 2:0                          |                              | Liga Narodów CONCACAF 2019/2020          |